# Lijst van rijksmonumenten in Nuenen
De plaats Nuenen telt 32 inschrijvingen in het rijksmonumentenregister. Hieronder een overzicht.
| Object | Oorspronkelijke functie?  | Bouwjaar              | Architect       | Locatie       | Coördinaten?                  | Nr.?   | Afbeelding                                 |
| --- | ------------------------- | --------------------- | --------------- | ------------- | ----------------------------- | ------ | ------------------------------------------ |
| Ten dele gepleisterd dwarshuis onder pannen zadeldak tussen puntgevels met vlechtingen                                                                              | Woonhuis                  | 1734 (jaartalankers)  |                 | Beekstraat 11 | 51° 28' 38" NB, 5° 33' 10" OL | 30817  | Meer afbeeldingen                          |
| Nune Ville | Woonhuis                  | midden 19e eeuw       |                 | Berg 24       | 51° 28' 35" NB, 5° 33' 3" OL  | 30818  | Nune Ville                                 |
| Van Gogh-huis | Kerkelijke dienstwoning   | 18e eeuw              |                 | Berg 26       | 51° 28' 36" NB, 5° 33' 4" OL  | 30819  | Meer afbeeldingen                          |
| Dwars woonhuis met schilddak, vensters met kleine roedeverdeling en met luiken. Goed voorbeeld van de vroegere woning- en werkplaats van de ambachtsman in het dorp | Woonhuis                  | 18e of begin 19e eeuw |                 | Berg 40       | 51° 28' 38" NB, 5° 33' 6" OL  | 30820  | Meer afbeeldingen                          |
| Nederlands Hervormde Kerk. Langwerpig achtkant zaalgebouw | Kerk en kerkonderdeel     | 1824                  |                 | Papenvoort 2a | 51° 28' 40" NB, 5° 33' 11" OL | 30821  | Meer afbeeldingen                          |
| De toren van de R.K.Kerk vanwege een klokkenstoel met klok van J. van Venlo                                                                                         | Kerk en kerkonderdeel     | 1490 (klok)           |                 | Park 53       | 51° 28' 25" NB, 5° 32' 59" OL | 30822  | Meer afbeeldingen                          |
| Terrein waarin urnenveld en grafheuvels | Archeologisch monument    | Late Bronstijd        |                 |               | 51° 26' 49" NB, 5° 34' 0" OL  | 45560  | Upload foto                                |
| Soeterbeek: hoofdgebouw | Kasteel, buitenplaats     | 1815 of 1835          | F.A. Eschauzier | Soeterbeek 8  | 51° 29' 28" NB, 5° 31' 23" OL | 511864 | Meer afbeeldingen                          |
| Soeterbeek: parkaanleg | Tuin, park en plantsoen   | ca. 1800              |                 | Soeterbeek 8  | 51° 29' 27" NB, 5° 31' 23" OL | 511866 | Meer afbeeldingen                          |
| Soeterbeek: dienstwoning annex garage, met schuur | Bijgebouwen kastelen enz. | 1938                  | F.A. Eschauzier | Soeterbeek 8  | 51° 29' 28" NB, 5° 31' 23" OL | 511867 | Meer afbeeldingen                          |
| Soeterbeek: schuren en tuinmuur | Bijgebouwen kastelen enz. | ca. 1900              |                 | Soeterbeek 8  | 51° 29' 28" NB, 5° 31' 23" OL | 511868 | Meer afbeeldingen                          |
| Soeterbeek: dam met hekpijlers en duiker | Tuin, park en plantsoen   | ca. 1938              |                 | Soeterbeek 8  | 51° 29' 28" NB, 5° 31' 23" OL | 511869 | Upload foto                                |
| Soeterbeek: drie bruggen | Tuin, park en plantsoen   | 1938                  | F.A. Eschauzier | Soeterbeek 8  | 51° 29' 28" NB, 5° 31' 23" OL | 511870 | Meer afbeeldingen                          |
| Soeterbeek: ingangspartij bestaande uit dam met keermuren en hekwerk                                                                                                | Tuin, park en plantsoen   | ca. 1900              |                 | Soeterbeek 8  | 51° 29' 28" NB, 5° 31' 23" OL | 511871 | Upload foto                                |
| Soeterbeek: twee vroeg-achttiende-eeuwse loden tuinvazen in Marôt-stijl in het park aan de voorzijde van het huis                                                   | Tuin, park en plantsoen   | 1800                  |                 | Soeterbeek 8  | 51° 29' 27" NB, 5° 31' 23" OL | 511872 | Meer afbeeldingen                          |
| Soeterbeek: forse bloembak in de vorm van een kapiteel op het plein aan de noordzijde van het huis                                                                  | Tuin, park en plantsoen   | 1900                  |                 | Soeterbeek 8  | 51° 29' 27" NB, 5° 31' 23" OL | 511873 | Meer afbeeldingen                          |
| Soeterbeek: 18-eeuwse zandstenen tuinvaas | Tuin, park en plantsoen   | 1750-1800             |                 | Soeterbeek 8  | 51° 29' 27" NB, 5° 31' 23" OL | 511874 | Upload foto                                |
| Soeterbeek: smeedijzeren zonnewijzer op achttiende-eeuwse hardstenen sokkel                                                                                         | Tuin, park en plantsoen   |                       |                 | Soeterbeek 8  | 51° 29' 27" NB, 5° 31' 23" OL | 511875 | Upload foto                                |
| R.K. Kerk H. Clemens | Kerk en kerkonderdeel     | 1871                  | Carl Weber      | Park 53       | 51° 28' 25" NB, 5° 32' 59" OL | 517999 | Meer afbeeldingen                          |
| R.K. Pastorie | Kerkelijke dienstwoning   | 1910                  |                 | Park 55       | 51° 28' 24" NB, 5° 32' 59" OL | 518000 | Meer afbeeldingen                          |
| Pastoorsgraf Andreas Pauwels | Begraafplaats en -onderdl | 1879-1895             |                 | Park 53       | 51° 28' 25" NB, 5° 32' 59" OL | 518001 | Pastoorsgraf Andreas Pauwels               |
| Villa | Woonhuis                  | 1930                  |                 | Broekdijk 1   | 51° 28' 54" NB, 5° 32' 55" OL | 518006 | Villa                                      |
| St. Elisabethsgesticht | Klooster, kloosteronderdl | 1886                  |                 | Park 1        | 51° 28' 29" NB, 5° 32' 53" OL | 518008 | St. Elisabethsgesticht                     |
| Woonhuis | Woonhuis                  | 1920-1930             |                 | Park 11       | 51° 28' 30" NB, 5° 32' 57" OL | 518010 | Meer afbeeldingen                          |
| Hotel Schafrath | Horeca                    | 1890-1900             |                 | Park 35       | 51° 28' 27" NB, 5° 32' 59" OL | 518011 | Hotel Schafrath                            |
| Dorpspomp | Straatmeubilair           | 1890-1899             |                 | Berg          | 51° 28' 34" NB, 5° 33' 2" OL  | 518013 | Dorpspomp                                  |
| Gedenksteen Vincent van Gogh | Gedenkteken               | 1932                  |                 | Berg          | 51° 28' 34" NB, 5° 33' 2" OL  | 518014 | Meer afbeeldingen                          |
| Muziekkiosk | Welzijn, kunst en cultuur | ca. 1920-1925         |                 | Park          | 51° 28' 26" NB, 5° 32' 54" OL | 518015 | Meer afbeeldingen                          |
| Calvariegroep van drie gietijzeren beelden | Begraafplaats en -onderdl | ca. 1900              |                 | Park 53       | 51° 28' 25" NB, 5° 32' 59" OL | 519305 | Calvariegroep van drie gietijzeren beelden |
| Pastoorsgraf Wilhelmus Petrus van Lent | Begraafplaats en -onderdl | ca. 1879              |                 | Park 53       | 51° 28' 25" NB, 5° 32' 59" OL | 519306 | Pastoorsgraf Wilhelmus Petrus van Lent     |
| Pastoorsgraf Wilhelmus Johannes van Dongen | Begraafplaats en -onderdl | ca. 1895              |                 | Park 53       | 51° 28' 25" NB, 5° 32' 59" OL | 519307 | Pastoorsgraf Wilhelmus Johannes van Dongen |
| Winkelwoning | Werk-woonhuis             | tweede helft 18e eeuw |                 | Berg 37-39    | 51° 28' 38" NB, 5° 33' 4" OL  | 526832 | Meer afbeeldingen                          |